# Bir al-Abed

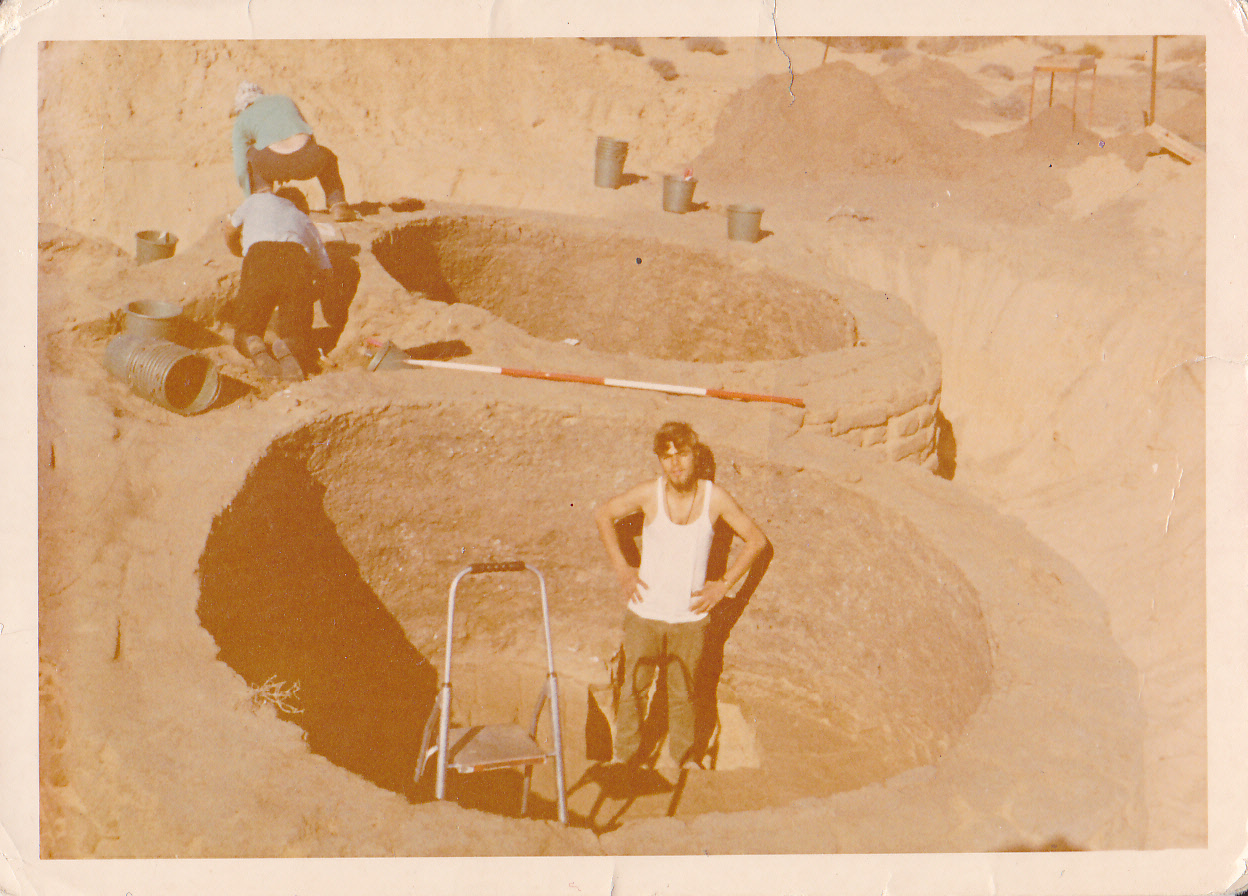
Excavación de 1974 en Bir al-Abed: un antiguo silo

Bir al-Abed (en árabe : بئر العبد bi'r al-'abd ) es una de las ciudades de Sinaí del Norte, al noreste de Egipto. Es la capital de Bir al-Abd Markaz, ubicada en la carretera costera internacional a orillas del lago Bardawil.
El 9 de agosto de 1916, Bir al-Abed fue el escenario de la Batalla de Bir el Abd, que formó parte de la Campaña del Sinaí y Palestina de la Primera Guerra Mundial. Tras el éxito británico en la batalla de Romani, la División Montada de ANZAC, con la 5ª Brigada Montada bajo el mando, se encargó de seguir a una fuerza del ejército turco que se retiraba. Las patrullas británicas los descubrieron el 8 de agosto y el resto de la División ANZAC se puso en posición de atacar al día siguiente. El asalto se inició el 9 de agosto y se convirtió en un día de ataque y contraataque. Finalmente, a primera hora de la tarde, Henry Chauvel, al mando de la División ANZAC, ordenó a sus tropas que se retiraran, dejando a las fuerzas turcas al mando del campo de batalla.
El 24 de noviembre de 2017, en la mezquita al-Rawda cerca de la ciudad, conocida como la cuna del fundador del sufismo en la península del Sinaí, fue atacada por unos cuarenta hombres armados durante las oraciones del viernes. El ataque terrorista fue con armas de fuego y bombas y mató al menos a 305 personas e hirió a más de 100 más, convirtiéndolo en el ataque más letal en la historia de Egipto. La mezquita está en el camino entre El Arish y Bir al-Abed.